# 1988년 일본 프로 야구 올스타전
1988년 일본 프로 야구 올스타전은 1988년 7월 24일부터 7월 26일까지 열린 일본 프로 야구의 올스타전 경기이다. 정식 명칭은 1988 산요 올스타 게임(1988 サンヨー オールスターゲーム, 1988 SANYO ALL STAR GAME).

## 개요
전년도에 2년 연속 일본 시리즈 정상에 오른 세이부 라이온스의 모리 마사아키 감독이 퍼시픽 리그 올스타팀을 지휘했고 센트럴 리그 우승을 이끈 요미우리 자이언츠의 오 사다하루 감독이 센트럴 리그 올스타팀의 지휘를 맡았다. 1987년부터 MVP 수상자에게 상금과 상품을 증정해 온 산요 전기가 이 해부터 특별 협찬 기업이 되면서 대회명도 ‘산요 올스타 게임’(サンヨーオールスターゲーム)이라는 명칭이 변경됐다(2006년까지).
지붕을 씌우고 좌우 양쪽의 100m 넓이를 가지는 도쿄 돔이 개장하면서 ‘야구의 질이 달라졌다’라고 말할 정도였고, 시즌 종료와 함께 긴 역사를 가졌던 한큐 브레이브스와 난카이 호크스가 매각되면서 프로 야구도 새로운 시대를 맞이하려 하고 있었다.
7월 23일로 치를 예정이었던 1차전이 우천으로 인해서 24일로 연기됐다. 1차전에서는 결과적으로 올스타전 최종 개최가 되는 한큐 니시노미야 구장에서 개최돼 니시노미야 구장의 홈팀인 한큐의 호시노 노부유키가 퍼시픽 올스타팀의 선발 투수로서 등판하여 책임 투구 이닝을 무실점으로 틀어 막았고 한큐의 주력 타자인 부머 웰스가 대형 홈런을 날리는 등 역사 깊은 구단의 화려한 해체와 같은 전개가 이뤄졌다.
2차전에서는 나고야 구장에서 개최됐는데 오 사다하루를 동경하여 프로에 입문한 고졸 신인 다쓰나미 가즈요시가 선발 출전했고, 당시에는 지명타자가 올스타전에 도입돼 있지 않아서 가도타 히로미쓰가 3번 타자 겸 우익수로서 선발 출전했다. 6회에 오카다 아키노부(한신)의 역전 홈런으로 센트럴 올스타팀은 1승 1패를 기록했고 오카다는 2차전 MVP에 선정됐다. 그리고 최종전인 3차전에서는 개장한 지 4개월 된 도쿄 돔에서 처음으로 올스타전이 개최됐는데 당시 도쿄 돔을 홈구장으로 사용하고 있던 닛폰햄 파이터스의 에이스 니시자키 유키히로가 퍼시픽 올스타팀의 선발 투수로서 3이닝을 퍼펙트(2회말에는 클린업에게서 3자 연속 삼진, 3회말 2사에 대타 다쓰나미로부터 5개째의 삼진) 기록을 세웠다. 1986년 이후 2년 만에 연장전으로 들어가면서 무승부 직전의 12회말, 야수를 전부 기용한 센트럴 올스타팀은 투수 미즈노 가쓰히토를 대타로 보냈는데 이것이 끝내기 희생 플라이가 되면서 센트럴 올스타팀이 쇼와 시대의 마지막 올스타전을 승리로 매듭지었다.
3차전이 열린 도쿄 돔에서는 1988년도 야구 명예의 전당 시상식이 거행됐는데 센트럴 올스타팀의 감독이자 요미우리를 지휘하고 있는 오 사다하루의 후임으로 유력하게 거론돼던 나가시마 시게오가 그해 야구 명예의 전당의 헌액자로서 등장했다(그 후 히로오카 다쓰로를 임명하려 했으나 고사했고 후지타 모토시가 재부임). 사다하루·나가시마의 ‘ON 콤비’가 올스타전 무대에서 동시에 등장한 것은 1979년(나가시마는 감독, 사다하루는 현역 선수) 이후의 일이었고 이들 두 사람이 양대 리그의 감독으로서 올스타전에 나란히 등장한 것은 그로부터 13년 후인 2001년이다.
그 해에는 워렌 크로마티의 대역으로 요미우리에서 대활약한 뤼밍츠가 감독 추천으로 올스타전에 첫 출전하여 전 경기에 선발로 출전했지만 무안타에 그쳤다.

## 출장 선수
| 센트럴 리그 | 센트럴 리그       | 센트럴 리그 | 센트럴 리그 |
| ----------- | ----------------- | ----------- | ----------- |
| 감독        | 오 사다하루       | 요미우리    |             |
| 코치        | 호시노 센이치     | 주니치      |             |
| 코치        | 아난 준로         | 히로시마    |             |
| 투수        | 구와타 마스미     | 요미우리    | 2           |
| 투수        | 마키하라 히로미   | 요미우리    | 첫 출장     |
| 투수        | 미즈노 가쓰히토   | 요미우리    | 첫 출장     |
| 투수        | 오노 가즈유키     | 주니치      | 2           |
| 투수        | 가쿠 겐지         | 주니치      | 3           |
| 투수        | 쓰다 쓰네미       | 히로시마    | 4           |
| 투수        | 기타벳푸 마나부   | 히로시마    | 6           |
| 투수        | 오노 유타카       | 히로시마    | 6           |
| 투수        | 가와구치 가즈히사 | 히로시마    | 4           |
| 투수        | 이토 아키미쓰     | 야쿠르트    | 첫 출장     |
| 투수        | 오바나 다카오     | 야쿠르트    | 3           |
| 투수        | 나카야마 히로아키 | 다이요      | 첫 출장     |
| 투수        | 니우라 히사오     | 다이요      | 6           |
| 투수        | 나카니시 기요오키 | 한신        | 2           |
| 포수        | 야마쿠라 가즈히로 | 요미우리    | 8           |
| 포수        | 나카무라 다케시   | 주니치      | 첫 출장     |
| 포수        | 기도 가쓰히코     | 한신        | 2           |
| 포수        | 다쓰카와 미쓰오▲  | 히로시마    | 4           |
| 1루수       | 나카하타 기요시   | 요미우리    | 6           |
| 2루수       | 시노즈카 도시오   | 요미우리    | 7           |
| 3루수       | 하라 다쓰노리     | 요미우리    | 8           |
| 유격수      | 다쓰나미 가즈요시 | 주니치      | 첫 출장     |
| 내야수      | 오치아이 히로미쓰 | 주니치      | 8           |
| 내야수      | 쇼다 고조         | 히로시마    | 2           |
| 내야수      | 이케야마 다카히로 | 야쿠르트    | 첫 출장     |
| 내야수      | 다카기 유타카     | 다이요      | 5           |
| 내야수      | 오카다 아키노부   | 한신        | 6           |
| 외야수      | 요시무라 사다아키 | 요미우리    | 3           |
| 외야수      | 히로사와 가쓰미   | 야쿠르트    | 2           |
| 외야수      | C. 폰세           | 다이요      | 첫 출장     |
| 외야수      | 마유미 아키노부   | 한신        | 8           |
| 외야수      | 뤼밍츠            | 요미우리    | 첫 출장     |

| 퍼시픽 리그 | 퍼시픽 리그       | 퍼시픽 리그 | 퍼시픽 리그 |
| ----------- | ----------------- | ----------- | ----------- |
| 감독        | 모리 마사아키     | 세이부      |             |
| 코치        | 우에다 도시하루   | 한큐        |             |
| 코치        | 다카다 시게루     | 닛폰햄      |             |
| 투수        | 니시자키 유키히로 | 닛폰햄      | 첫 출장     |
| 투수        | 와타나베 히사노부 | 세이부      | 3           |
| 투수        | 사토 요시노리     | 한큐        | 4           |
| 투수        | 호시노 노부유키   | 한큐        | 2           |
| 투수        | 쓰노 히로시       | 닛폰햄      | 2           |
| 투수        | 가토 신이치       | 난카이      | 2           |
| 투수        | 오가와 히로시     | 롯데        | 첫 출장     |
| 투수        | 우시지마 가즈히코 | 롯데        | 4           |
| 투수        | 무라타 조지       | 롯데        | 12          |
| 투수        | 아와노 히데유키   | 긴테쓰      | 2           |
| 투수        | 오노 가즈요시     | 긴테쓰      | 3           |
| 투수        | 요시이 마사토     | 긴테쓰      | 첫 출장     |
| 포수        | 이토 쓰토무       | 세이부      | 5           |
| 포수        | 다무라 후지오     | 닛폰햄      | 3           |
| 포수        | 요시다 히로유키   | 난카이      | 첫 출장     |
| 1루수       | 기요하라 가즈히로 | 세이부      | 3           |
| 2루수       | 쓰지 하쓰히코     | 세이부      | 2           |
| 3루수       | 이시게 히로미치   | 세이부      | 8           |
| 유격수      | 다나카 유키오     | 닛폰햄      | 첫 출장     |
| 내야수      | 후쿠라 준이치     | 한큐        | 첫 출장     |
| 내야수      | 마쓰나가 히로미   | 한큐        | 5           |
| 내야수      | 부머 W.           | 한큐        | 4           |
| 내야수      | 니시무라 노리후미 | 롯데        | 3           |
| 외야수      | 아키야마 고지     | 세이부      | 4           |
| 외야수      | 가도타 히로미쓰   | 난카이      | 11          |
| 외야수      | 히라노 겐         | 세이부      | 2           |
| 외야수      | 사사키 마코토     | 난카이      | 첫 출장     |
| 외야수      | 다카자와 히데아키 | 롯데        | 4           |
| 외야수      | 아라이 히로마사   | 긴테쓰      | 2           |
| 외야수      | B. 오길비         | 긴테쓰      | 첫 출장     |

- 굵은 글씨는 팬 투표로 선출된 선수, ▲는 출장 사퇴 선수 발생에 의한 보충 선수.

## 올스타전 경기 결과

### 1차전

#### 스코어
| 팀 | 1 | 2 | 3 | 4 | 5 | 6 | 7 | 8 | 9 | R | H | E |
| 센트럴 | 0 | 0 | 0 | 1 | 0 | 0 | 0 | 0 | 0 | 1 | 5 | 1 |
| 퍼시픽 | 0 | 0 | 0 | 0 | 1 | 2 | 0 | 0 | X | 3 | 5 | 0 |
| 승리 투수: 쓰노 히로시(닛폰햄) 패전 투수: 니우라 히사오(다이요) 세이브: 우시지마 가즈히코(롯데) 홈런: 센트럴 – 이케야마 다카히로(야쿠르트·4회 1점) 퍼시픽 – 부머 웰스(한큐·5회 1점) |   |   |   |   |   |   |   |   |   |   |   |   |

#### 출장 선수
| 센트럴 | 센트럴 | 센트럴            |
| 타순   | 수비   | 선수              |
| ------ | ------ | ----------------- |
| 1      | (二)   | 쇼다 고조         |
| 2      | (유)   | 이케야마 다카히로 |
| 3      | (一)   | 오치아이 히로미쓰 |
| 4      | (三)   | 하라 다쓰노리     |
| 5      | (중)   | C. 폰세           |
| 6      | (우)   | 마유미 아키노부   |
| 7      | (좌)   | 뤼밍츠            |
| 8      | (포)   | 다쓰카와 미쓰오   |
| 9      | (투)   | 기타벳푸 마나부   |

| 퍼시픽 | 퍼시픽 | 퍼시픽            |
| 타순   | 수비   | 선수              |
| ------ | ------ | ----------------- |
| 1      | (좌)   | 사사키 마코토     |
| 2      | (二)   | 후쿠라 준이치     |
| 3      | (우)   | 가도타 히로미쓰   |
| 4      | (一)   | 부머 W.           |
| 5      | (三)   | 기요하라 가즈히로 |
| 6      | (유)   | 마쓰나가 히로미   |
| 7      | (중)   | 아키야마 고지     |
| 8      | (포)   | 요시다 히로유키   |
| 9      | (투)   | 호시노 노부유키   |

#### 수상 선수
MVP
- 부머 웰스(한큐)

### 2차전

#### 스코어
| 팀 | 1 | 2 | 3 | 4 | 5 | 6 | 7 | 8 | 9 | R | H | E |
| 퍼시픽 | 0 | 0 | 0 | 0 | 1 | 0 | 0 | 0 | 0 | 1 | 6 | 1 |
| 센트럴 | 0 | 0 | 0 | 0 | 0 | 2 | 1 | 1 | X | 4 | 7 | 1 |
| 승리 투수: 나카야마 히로아키(다이요) 패전 투수: 와타나베 히사노부(세이부) 세이브: 쓰다 쓰네미(히로시마) 홈런: 퍼시픽 – 이토 쓰토무(세이부·5회 1점) 센트럴 – 오카다 아키노부(한신·6회 2점) |   |   |   |   |   |   |   |   |   |   |   |   |

#### 출장 선수
| 퍼시픽 | 퍼시픽 | 퍼시픽            |
| 타순   | 수비   | 선수              |
| ------ | ------ | ----------------- |
| 1      | (二)   | 니시무라 노리후미 |
| 2      | (중)   | 아라이 히로마사   |
| 3      | (우)   | 가도타 히로미쓰   |
| 4      | (一)   | 부머 W.           |
| 5      | (三)   | 기요하라 가즈히로 |
| 6      | (좌)   | B. 오길비         |
| 7      | (유)   | 마쓰나가 히로미   |
| 8      | (포)   | 이토 쓰토무       |
| 9      | (투)   | 아와노 히데유키   |

| 센트럴 | 센트럴 | 센트럴            |
| 타순   | 수비   | 선수              |
| ------ | ------ | ----------------- |
| 1      | (二)   | 오카다 아키노부   |
| 2      | (유)   | 다쓰나미 가즈요시 |
| 3      | (三)   | 이케야마 다카히로 |
| 4      | (一)   | 오치아이 히로미쓰 |
| 5      | (중)   | C. 폰세           |
| 6      | (우)   | 히로사와 가쓰미   |
| 7      | (좌)   | 뤼밍츠            |
| 8      | (포)   | 나카무라 다케시   |
| 9      | (투)   | 마키하라 히로미   |

#### 수상 선수
MVP
- 오카다 아키노부(한신)

### 3차전

#### 스코어
| 팀 | 1 | 2 | 3 | 4 | 5 | 6 | 7 | 8 | 9 | 10 | 11 | 12 | R | H | E |
| 퍼시픽 | 1 | 0 | 0 | 0 | 0 | 0 | 1 | 0 | 0 | 1  | 0  | 0  | 3 | 9 | 2 |
| 센트럴 | 0 | 0 | 0 | 0 | 0 | 0 | 2 | 0 | 0 | 1  | 0  | 1X | 4 | 8 | 2 |
| 승리 투수: 나카야마 히로아키(다이요) 패전 투수: 우시지마 가즈히코(롯데) 홈런: 퍼시픽 – 다카자와 히데아키(롯데·1회 1점) |   |   |   |   |   |   |   |   |   |    |    |    |   |   |   |

#### 출장 선수
| 퍼시픽 | 퍼시픽 | 퍼시픽            |
| 타순   | 수비   | 선수              |
| ------ | ------ | ----------------- |
| 1      | (우)   | 다카자와 히데아키 |
| 2      | (二)   | 후쿠라 준이치     |
| 3      | (三)   | 기요하라 가즈히로 |
| 4      | (一)   | 부머 W.           |
| 5      | (좌)   | 마쓰나가 히로미   |
| 6      | (중)   | 아키야마 고지     |
| 7      | (유)   | 다나카 유키오     |
| 8      | (포)   | 다무라 후지오     |
| 9      | (투)   | 니시자키 유키히로 |

| 센트럴 | 센트럴 | 센트럴            |
| 타순   | 수비   | 선수              |
| ------ | ------ | ----------------- |
| 1      | (중)   | 다카기 유타카     |
| 2      | (二)   | 시노즈카 도시오   |
| 3      | (유)   | 이케야마 다카히로 |
| 4      | (三)   | 하라 다쓰노리     |
| 5      | (우)   | C. 폰세           |
| 6      | (좌)   | 뤼밍츠            |
| 7      | (一)   | 나카하타 기요시   |
| 8      | (포)   | 다쓰카와 미쓰오   |
| 9      | (투)   | 오노 가즈유키     |

#### 수상 선수
MVP
- 쇼다 고조(히로시마)

## 같이 보기
- 일본 프로 야구 올스타전
- 일본 야구 기구(주최)
- 산요 전기(특별 협찬)